# Harry Leonard
Harry Paul Leonard (ur. 12 września 2003 w Rochdale) – angielski piłkarz występujący na pozycji napastnika w Blackburn Rovers.

## Kariera
Leonard, wychowanek Blackburn Rovers, pierwszy profesjonalny kontrakt z klubem podpisał w grudniu 2021. 
10 kwietnia 2023 zadebiutował w EFL Championship, wchodząc z ławki rezerwowych w meczu przeciwko Huddersfield Town, zakończonym remisem 2:2. Pierwszego ligowego gola strzelił 5 września 2023, w zwycięstwie 2:1 nad West Bromwich Albion.

## Statystyki
(aktualne na 9 marca 2025)
| Klub               | Sezon              | Liga               | Liga  | Liga   | Puchar Anglii | Puchar Anglii | Puchar Ligi Angielskiej | Puchar Ligi Angielskiej | Suma  | Suma   |
| Klub               | Sezon              | Liga               | Mecze | Bramki | Mecze         | Bramki        | Mecze                   | Bramki                  | Mecze | Bramki |
| ------------------ | ------------------ | ------------------ | ----- | ------ | ------------- | ------------- | ----------------------- | ----------------------- | ----- | ------ |
| Blackburn Rovers   | 2022–23            | Championship       | 4     | 0      | 0             | 0             | 0                       | 0                       | 4     | 0      |
| Blackburn Rovers   | 2023–24            | Championship       | 19    | 3      | 1             | 1             | 2                       | 0                       | 22    | 4      |
| Blackburn Rovers   | 2024–25            | Championship       | 9     | 1      | 1             | 0             | 0                       | 0                       | 10    | 1      |
| Blackburn Rovers   | Ogólnie            | Ogólnie            | 32    | 4      | 2             | 1             | 2                       | 0                       | 36    | 5      |
| Ogólnie w karierze | Ogólnie w karierze | Ogólnie w karierze | 32    | 4      | 2             | 1             | 2                       | 0                       | 36    | 5      |